# جون دوغلاس طومسون
جون دوغلاس طومسون (بالإنجليزية: John Douglas Thompson)‏ هو ممثل أمريكي، ولد في 1964 في المملكة المتحدة. من الجوائز التي نالها Drama Desk Award for Outstanding Solo Performance ‏ سنة 2014.

## أعمال

### أفلام
- (2007) مايكل كلايتون[5]
- (2012) ميراث بورن[6][7]
- (2014) العام الاكثر عنفا[8]

## جوائز وترشيحات
جوائز
- Drama Desk Award for Outstanding Solo Performance [الإنجليزية]‏ (2014)

ترشيحات
- Drama Desk Award for Outstanding Actor in a Play [الإنجليزية]‏ (2010)

## وصلات خارجية
- جون دوغلاس طومسون على موقع IMDb (الإنجليزية)
- جون دوغلاس طومسون على موقع قاعدة بيانات برودواي على الإنترنت (الإنجليزية)
- جون دوغلاس طومسون على موقع قاعدة بيانات الفيلم (الإنجليزية)